# František Bálek
František Bálek (4. června 1954, Plzeň) je sochař. Vyučil se keramikem v Karlovarském porcelánu v závodě Duchcov. V letech 1979 - 1985 pak studoval na Vysoké škole uměleckoprůmyslové v Praze užité sochařství u prof. Josefa Malejovského. Po skončení studií se vrátil do Plzně, kde spolupracoval na zakázkách s Aloisem Soprem či Ladislavem Fládrem.
Je spoluautorem Památníku Díky, Ameriko! v Plzni, podílel se na obnově Památníku národního osvobození v Plzni. Realizoval například památník Emila Škody či pamětní desku věnovanou Václavu Havlovi na Věznici Plzeň. Po roce 1989 se začal věnovat i sochařství z ledu a písku.